# Bayly Glacier
Bayly Glacier är en glaciär i Antarktis. Den ligger i Västantarktis. Argentina, Chile och Storbritannien gör anspråk på området. Bayly Glacier ligger 783 meter över havet.
Terrängen runt Bayly Glacier är bergig söderut, men norrut är den kuperad. Terrängen runt Bayly Glacier sluttar norrut. Trakten är obefolkad. Det finns inga samhällen i närheten. 